# Guillaume Brenner
Guillaume Brenner (Beauvais, 1º febbraio 1986) è un ex calciatore francese naturalizzato togolese, di ruolo centrocampista.

## Carriera

### Club
Dopo le esperienze nei settori giovanili di Chantilly e Nantes nel 2004 esordisce nella squadra riserve del Nantes, con cui disputa una partita. L'anno seguente si trasferisce nel Louhans-Cuiseaux, squadra che gioca nel Championnat National, terza serie francese; dopo due stagioni caratterizzata da complessive 11 presenze senza reti, viene ceduto ai polacchi dello Czarni Żagań, con cui gioca una partita nella massima serie polacca. A fine stagione torna in Francia, nell'Olympique Noisy-le-Sec, squadra di quarta serie, con cui scende in campo 14 volte segnando anche 1 gol; a fine anno passa ai ciprioti dell'Alki Larnaca, con cui segna 2 gol in 21 partite.

### Nazionale
È membro della nazionale del proprio Paese, con cui ha giocato 7 partite senza mai segnare; era presente nella rosa per la Coppa d'Africa del 2010: l'8 gennaio 2010 il bus che trasportava la nazionale togolese durante la Coppa d'Africa viene assaltato da terroristi. A seguito dell'episodio la sua squadra si ritira dalla manifestazione.

## Palmarès

### Club

#### Competizioni nazionali
- Divisione B cipriota: 1

AKI Larnaca: 2009-2010